# Dun-sur-Meuse
Dun-sur-Meuse – miejscowość i gmina we Francji, w regionie Grand Est, w departamencie Moza.
Według danych na rok 1990 gminę zamieszkiwało 806 osób, a gęstość zaludnienia wynosiła 126 osób/km² (wśród 2335 gmin Lotaryngii Dun-sur-Meuse plasuje się na 436. miejscu pod względem liczby ludności, natomiast pod względem powierzchni na miejscu 886.).